# .bl
.bl je budoucí internetová národní doména nejvyššího řádu pro území Saint-Barthélemy (Svatý Bartoloměj), dle rozhodnutí z 21. září 2007.